# Odartey Blankson
Odartey Nee L. Blankson (Blue Island, 12 marzo 1982) è un ex cestista statunitense con cittadinanza ghanese, professionista in Europa, Asia e Sudamerica.
È fratello minore del cestista Ryan Blankson. La sorella maggiore Candis è vice allenatrice della squadra di pallacanestro femminile della DePaul University.

## Carriera
Nato nell'Illinois da una famiglia di origine ghanese, ha frequentato l'università di Marquette e quella del Nevada-Las Vegas. Il cambio di ateneo lo ha costretto a rimanere fermo, come da regolamento, per la stagione 2002-2003.
La sua prima squadra da professionista sono stati i Crabs Rimini, nella Legadue italiana, con cui ha viaggiato a 10,8 punti a partita con percentuali del 52,4% da due e del 31,3% da tre. Durante questo periodo viene tagliato nel febbraio 2006, per essere brevemente richiamato due mesi dopo per sostituire lo squalificato Tim Pickett. Nei play-off viene rimpiazzato dall'australiano Sam Mackinnon.
Prosegue la carriera con i Marietta Storm della lega minore americana WBA, poi approda
ai Butte Daredevils della CBA. Nel marzo 2007 firma in Venezuela con i Trotamundos de Carabobo.
Nel 2007-08 gioca il suo primo campionato in Asia, più precisamente in Corea del Sud, con l'ingaggio da parte dei Changwon LG Sakers. Rimane nella lega sudcoreana anche nella stagione 2008-2009, disputata però con i colori degli Ulsan Mobis Phoebus che arriveranno primi in regular season ma saranno eliminati nelle semifinali play-off.
Durante la stagione 2009-10 è di scena nel massimo campionato francese al Le Havre. Parte in quintetto base in gran parte dei 26 incontri giocati, e chiuderà con 9,6 punti di media, il 42,5% al tiro da due e il 26,9% da tre.
Dopo un paio di anni di inattività, torna a giocare in Corea del Sud con la parentesi ai Seul Samsung Thunders. Nel marzo 2014 approda ai Geraldton Buccaneers, nella lega semi-professionale dell'Australia occidentale SBL, ma nel corso del torneo viene fermato da un serio infortunio al ginocchio.